# Aristócleo do Monte Athos e Moscou
Aristócleo do Monte Athos e Moscou (Аристоклий, Афонский e Московский) (1838–1918) foi um santo e mártir da Igreja Ortodoxa Russa.  Ele 
também é conhecido como Schema-hieromonge Aristócleo do Monte Athos e Moscou ou Aristoklij, o Velho .

## Juventude
Aristócleo nasceu Alexey Alekseevich Amvrosiev em Orenburg, em uma piedosa família de camponeses.  Alexey perdeu o pai na infância.
Segundo a lenda, ele perdeu uma perna após uma doença grave aos 10 anos. Sua mãe implorou a São Nicolau que curasse seu filho e jurou dedicar Alexey a um mosteiro se ele fosse curado. A história conta que no dia da festa de São Nicolau (6 de dezembro), Alexei foi milagrosamente curado. Quando tinha dezessete anos, sua mãe enviou-o para um mosteiro .  Uma história alternativa é que ele e sua mãe se juntaram a mosteiros separados após a morte de seu pai. 

## Vida na Igreja
No ano de 1876, logo após a morte de sua esposa, Alexei Amvrosiev foi para o Monte Athos, no mosteiro de Santo Agiou Panteleimonos, e em 11 de março de 1880 foi tonsurado com o nome de Aristócleo, em homenagem ao mártir Cipriano Aristokliâ Salaminskiy. Quatro anos depois, em 2 de dezembro de 1884, Aristócleo foi ordenado diácono e, em 12 de dezembro daquele ano, hieromonge .
De 1891 a 1894, ele foi enviado de volta a Moscou para ser abade do mosteiro de São Pantaleão, uma instituição filial do Monte Athos. Durante esse período, começaram a ser publicados livros e a revista "Душеполезный Собеседник" (O Interlocutor Comovente em português), que conta a vida dos monges russos no Monte Athos. Graças à publicação deste periódico, os mosteiros russos no Monte Athos começaram a crescer com cada vez mais noviços.
Em 1894, após uma falsa denúncia, ele foi forçado a deixar Moscou e retornar ao Monte Athos. Mas em novembro de 1909, foi renomeado reitor do mosteiro de São Pantaleão, em Moscou, onde atraiu um número significativo de seguidores.

## Atribuição
Ele era considerado um anárgiro em sua época e tem a reputação de ter ressuscitado uma menina e restaurado a visão de um menino cego. No entanto, ele é mais conhecido fora da Rússia por uma profecia dada em 1918, pouco antes de sua morte.
"Um mal logo conquistará a Rússia, onde ele for, maldade e rios de sangue fluirão. Esta não é a alma da Rússia, mas um oposto. Não é uma ideologia ou filosofia, mas um espírito do inferno. Nos últimos dias, a Alemanha será dividida. A França não será nada. A Itália sofrerá com desastres naturais. A Grã-Bretanha perderá o Império e todas as suas colônias, e chegará quase à destruição total, mas será salva pelas orações de mulheres entronizadas. Os EUA alimentarão o mundo, mas no final entrarão em colapso. Rússia e China destruirão uma à outra. Eventualmente, a Rússia será livre e os fiéis seguirão em frente e converterão muitas das nações a Deus."
"Agora passamos o tempo antes do Anticristo. Mas a Rússia será finalmente salva. Haverá uma grande miséria e sofrimento com muitas torturas. Toda a Rússia se tornará uma prisão, e cada um implorará fortemente ao Senhor por perdão. Cada um terá que se arrepender de seus pecados e tremer para fazer até o menor pecado, mas deve se esforçar para fazer o bem, mesmo o mínimo. Porque até a asa de uma mosca tem peso, e as balanças de Deus são precisas. E quando até mesmo o menor recipiente bom inclinar as balanças, então Deus revelará Sua misericórdia à Rússia."
"O fim da China virá. Haverá uma tremenda explosão e um milagre de Deus será revelado. E então haverá uma vida completamente diferente, mas isso não durará muito."
"Deus removerá todos os líderes, para que os russos possam olhar somente para Ele. Todos se afastarão da Rússia, outros irão embora, deixando-a sozinha, para que os russos esperem somente ajuda do Senhor. Vocês ouvirão em outros estados que começaram tumultos semelhantes aos da Rússia. Ouvimos sobre guerra, e haverá guerras. Mas esperem até que os alemães peguem em armas, porque eles foram eleitos como a arma de Deus para punir a Rússia, mas também como uma arma para depois libertar. A Cruz de Cristo brilhará por todo o mundo, nosso país será glorificado e se tornará como um farol na escuridão de todos." 

## Veneração
Aristócleo, como um importante clérigo, foi preso pelas forças bolcheviques, onde morreu no início da revolução soviética. Ele é considerado um mártir pela Igreja Ortodoxa Russa .
Sua memória é comemorada nos dias 26 e 24 de agosto . Ele foi originalmente enterrado em um mármore no mosteiro, mas após a revolução todas as propriedades monásticas foram tomadas pelo governo e, em 1923, ele foi enterrado novamente no cemitério Danilovskiy em Moscou. 
Em 6 de setembro de 2004, Aristócleo foi declarado santo e, em 13 de novembro de 2004, foi sepultado novamente no mosteiro de São Danilov, em Moscou. E a igreja do Santo Grande Mártir Nikita, a Igreja da Cidade de Moscou. 